# Flavon (famiglia)
I Flavon furono una delle più antiche e importanti famiglie aristocratiche del Principato vescovile di Trento. Prese il suo nome dal territorio che le fu assegnato dal vescovo Altemanno nel corso del XII secolo, che assieme ai paesi di Cunevo e Terres formavano il loro contado, da qui il nome Contà.

## Storia

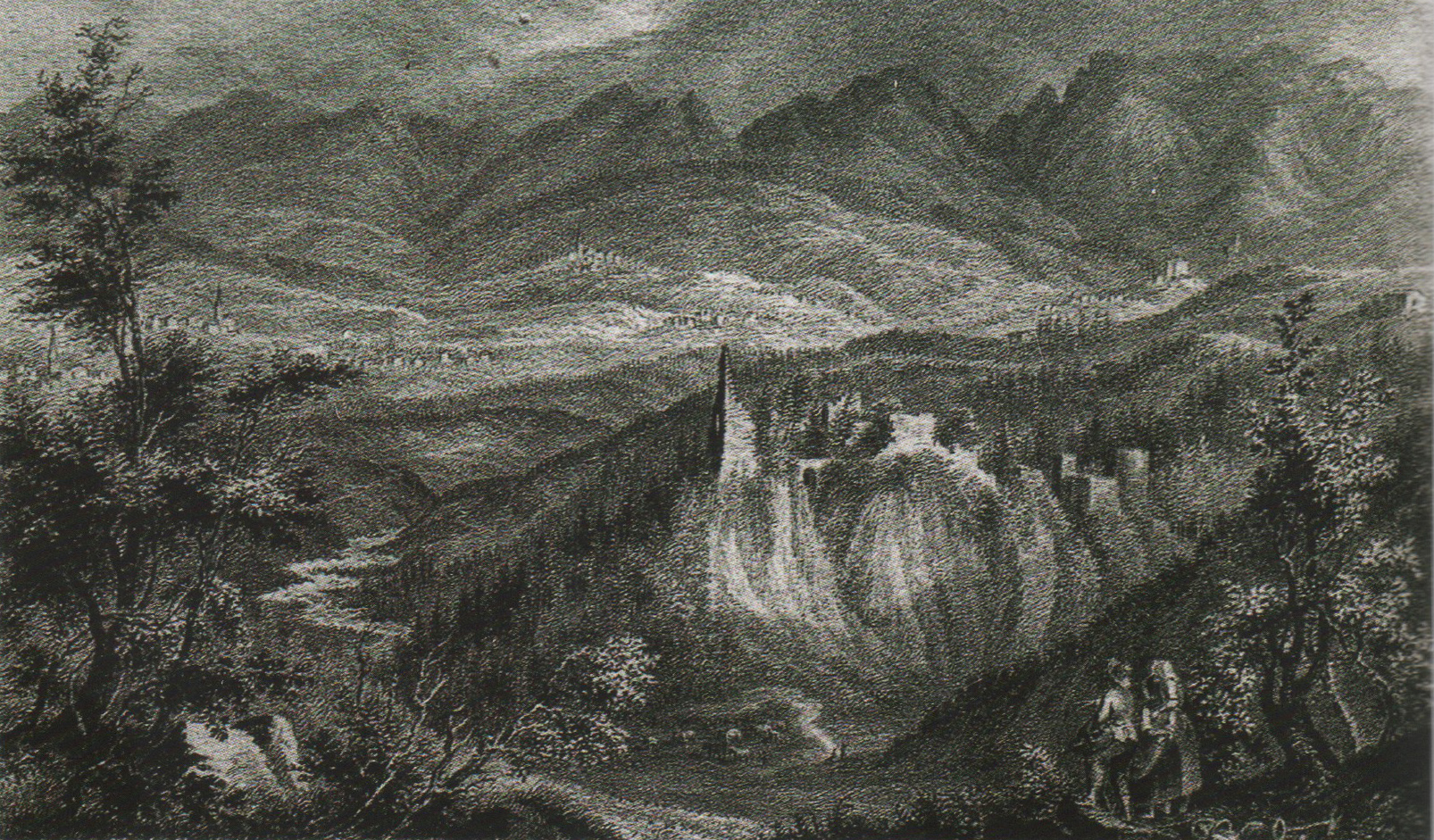
Johanna von Isser Großrubatscher, Castel Flavon, 1832

### Albero genealogico[1]
|                                   |                                                  |                                                  |                                          |                                          |                                            |                                            |                                           |                                  |                     |                                  |                                  |                                |                                        |                                        |                                       |                                       |                           |                           |
|                                   |                                                  |                                                  |                                          |                                          |                                            |                                            | Aribo I di Biburg-Flavon *1080 †1156/1163 |                                  |                     |                                  |                                  |                                |                                        |                                        |                                       |                                       |                           |                           |
|                                   |                                                  |                                                  |                                          |                                          |                                            |                                            |                                           |                                  |                     |                                  |                                  |                                |                                        |                                        |                                       |                                       |                           |                           |
|                                   |                                                  |                                                  |                                          |                                          |                                            |                                            |                                           |                                  |                     |                                  |                                  |                                |                                        |                                        |                                       |                                       |                           |                           |
|                                   |                                                  |                                                  |                                          | Eberardo I *1115 †ante 1181              | Eberardo I *1115 †ante 1181                | Aribo II di Flavon *1120 †ante 1181        | Aribo II di Flavon *1120 †ante 1181       | Corrado *1115/20 †?              | Corrado *1115/20 †? | Pellegrino di Flavon *1115/20 †? | Pellegrino di Flavon *1115/20 †? |                                |                                        |                                        |                                       |                                       |                           |                           |
|                                   |                                                  |                                                  |                                          |                                          |                                            |                                            |                                           |                                  |                     |                                  |                                  |                                |                                        |                                        |                                       |                                       |                           |                           |
|                                   |                                                  |                                                  |                                          |                                          |                                            |                                            |                                           |                                  |                     |                                  |                                  |                                |                                        |                                        |                                       |                                       |                           |                           |
|                                   |                                                  | Guglielmo I di Flavon *1160/1165 †?              | Guglielmo I di Flavon *1160/1165 †?      |                                          |                                            |                                            |                                           |                                  |                     |                                  | Ulrico I di Flavon *1165 †1242   | Ulrico I di Flavon *1165 †1242 |                                        |                                        |                                       |                                       |                           |                           |
|                                   |                                                  |                                                  |                                          |                                          |                                            |                                            |                                           |                                  |                     |                                  |                                  |                                |                                        |                                        |                                       |                                       |                           |                           |
|                                   |                                                  |                                                  |                                          |                                          |                                            |                                            |                                           |                                  |                     |                                  |                                  |                                |                                        |                                        |                                       |                                       |                           |                           |
|                                   | Guglielmo II di Flavon (Cunevo) *1190 †post 1259 | Guglielmo II di Flavon (Cunevo) *1190 †post 1259 | Gabriele di Flavon *1190/1195 †post 1269 | Gabriele di Flavon *1190/1195 †post 1269 | Federico I di Flavon *1190/1195 †post 1269 | Federico I di Flavon *1190/1195 †post 1269 | Ita *1190 †?                              | Ita *1190 †?                     | Aribo III *1195 †?  | Aribo III *1195 †?               | Sabina *1190/1195 †post 1269     | Sabina *1190/1195 †post 1269   | Ulrico II di Flavon *1200 †post 1254   | Ulrico II di Flavon *1200 †post 1254   | Nicolò I *1200/1205 †post 1243        | Nicolò I *1200/1205 †post 1243        | Adelaide *1205 †post 1251 | Adelaide *1205 †post 1251 |
|                                   |                                                  |                                                  |                                          |                                          |                                            |                                            |                                           |                                  |                     |                                  |                                  |                                |                                        |                                        |                                       |                                       |                           |                           |
|                                   |                                                  |                                                  |                                          |                                          |                                            |                                            |                                           |                                  |                     |                                  |                                  |                                |                                        |                                        |                                       |                                       |                           |                           |
|                                   | Rizzardo di Flavon *1240 †post 1289              | Rizzardo di Flavon *1240 †post 1289              | Aldrighetto I *1220 †post 1269           | Aldrighetto I *1220 †post 1269           | Aribo IV *1225 †post 1272                  | Aribo IV *1225 †post 1272                  | Ulrico III *1220/1225 †post 1269          | Ulrico III *1220/1225 †post 1269 |                     |                                  | Bona *1237 †post 1268            | Bona *1237 †post 1268          | Riprando di Flavon *1240/41 †post 1310 | Riprando di Flavon *1240/41 †post 1310 | Nicolò II di Flavon *1238/39 †1279/80 | Nicolò II di Flavon *1238/39 †1279/80 |                           |                           |
|                                   |                                                  |                                                  |                                          |                                          |                                            |                                            |                                           |                                  |                     |                                  |                                  |                                |                                        |                                        |                                       |                                       |                           |                           |
|                                   |                                                  |                                                  |                                          |                                          |                                            |                                            |                                           |                                  |                     |                                  |                                  |                                |                                        |                                        |                                       |                                       |                           |                           |
| Nicolò III Xonus *1255/1260 †1320 | Nicolò III Xonus *1255/1260 †1320                | Ita *1260/1265 †post 1269                        | Ita *1260/1265 †post 1269                | Altadonna *1265 †post 1269               | Altadonna *1265 †post 1269                 | Ramberto *1260 †1333                       | Ramberto *1260 †1333                      |                                  |                     |                                  |                                  |                                |                                        |                                        |                                       |                                       |                           |                           |

### L'arrivo in Trentino
La teoria di un'originaria investitura imperiale del contado, collegata a un documento del 1214 nel quale i conti di Flavon erano descritti come eredi dei fondatori del monastero di Sonnenburg, Volkhold e il vescovo Udalrico II, è stata smentita recentemente dallo storico Walter Landi, che invece la riconduce a un'infeudazione vescovile da parte del vescovo Altemanno (1124-1149). Landi invece individua nella madre di Aribo I di Flavon, Willibirga (moglie di Thiemo di Biburg, una parentela con gli Aribonidi di Baviera, in quanto figlia di Aribo II di Baviera. La moglie di Aribo II di Flavon invece doveva appartenere a un ramo dei conti di Heunburg in Carinzia, questo spiega perché Federico Vanga nel 1214 rinnovò l'avvocazia del monastero di Sonnenburg ai conti Gabriele e Ulrico I di Flavon "quia eorum antecessores fundaverunt dictum monasterium".
La più antica menzione dei conti accompagnata dal toponimo Flavon risale al 1145, nel documento relativo alla consacrazione del Monastero agostiniano di San Michele all'Adige, dove compare come testimone Eberardus comes de Floven. Qualche anno dopo, nel 1163, a Pressano il conte Aribo fu testimone dell'investitura del castello di Stenico del principe vescovo Adelpreto II a Bozone di Stenico. 
La famiglia poté fregiarsi per circa 150 anni del titolo di "avvocati" del principe vescovo, un ruolo politico-militare di grande rilevanza. I Flavon, oltre all'attuale Contà controllavano beni stabili e diritti di decima in diversi paesi della val di Non: da Tuenno a Tres, da Segno a Malosco, ad Arsio, Nanno, Termon e Campodenno; nella Val di Gresta (con le decime della Pieve di Gardumo), nelle Giudicarie, ad Egna con il castello ed il feudo di Aldino spettante al convento di Sonnenburg, a Cortaccia e a Lana nella Valle dell'Adige con la decima della Val d'Ultimo e in Val di Sole con i prati di Madonna di Campiglio. I conti di Flavon potevano inoltre vantare tra i loro vassalli anche i signori di Livo e i Thun del Castello di Visione e di Castel Zoccolo, Bragherio di Coredo e Arnoldo di Tuenno.

### Il declino
Nel 1266, in seguito alla decisione di Corradino di Svevia di scendere in Italia per recuperare l’eredità del nonno Federico II, Mainardo II di Tirolo si schierò dalla sua parte. In un primo momento i Flavon, assieme a parte della nobiltà anaune, si schierarono dalla parte del conte del Tirolo, contro il principe-vescovo Enrico II (1274-1289). La pace di Ulma (1278) non risolse definitivamente il conflitto, che fra l’autunno del 1282 e la primavera del 1283 si riaccese, culminando nell’assedio di Castel Mani, dove il vescovo Enrico II si era rifugiato. Questa volta i Flavon appoggiarono il principe vescovo, scontrandosi con Ulrico di Coredo.
I Flavon negli ultimi decenni del XIII secolo erano oramai in declino: nel 1276 il conte Riprando I vendette a Niccolò e Giordano di Enno la quarta parte di ogni diritto di decima a Nanno; nel 1278 lo stesso Riprando, assieme al fratello Niccolò II, decise di vendere per 5 libre veronesi ai due fratelli di Nanno l'intero diritto di decima a Denno. La liquidazione proseguì con la cessione a Ulrico di Coredo (1282) della quarta parte della decima sul vino di Terres e quella precedente (1281), fatta in favore di Mainardo II, di tutti i loro diritti ad Arsio. 
Questa fu soltanto la prima cessione fatta direttamente al conte del Tirolo, che però ottenne da Adalpreto di Cles, suo sostenitore, tutti i diritti giurisdizionali e comitali della contea (da lui acquistati nel 1283 dal conte Guglielmo di Flavon). Infine nel 1288 Mainardo riuscì a estorcere anche al conte Ramberto I gli ultimi diritti rimasti alla famiglia Flavon. Gli ultimi discendenti dell'un tempo illustre dinastia si stabilirono ad Arco e a Trento.

## Possedimenti

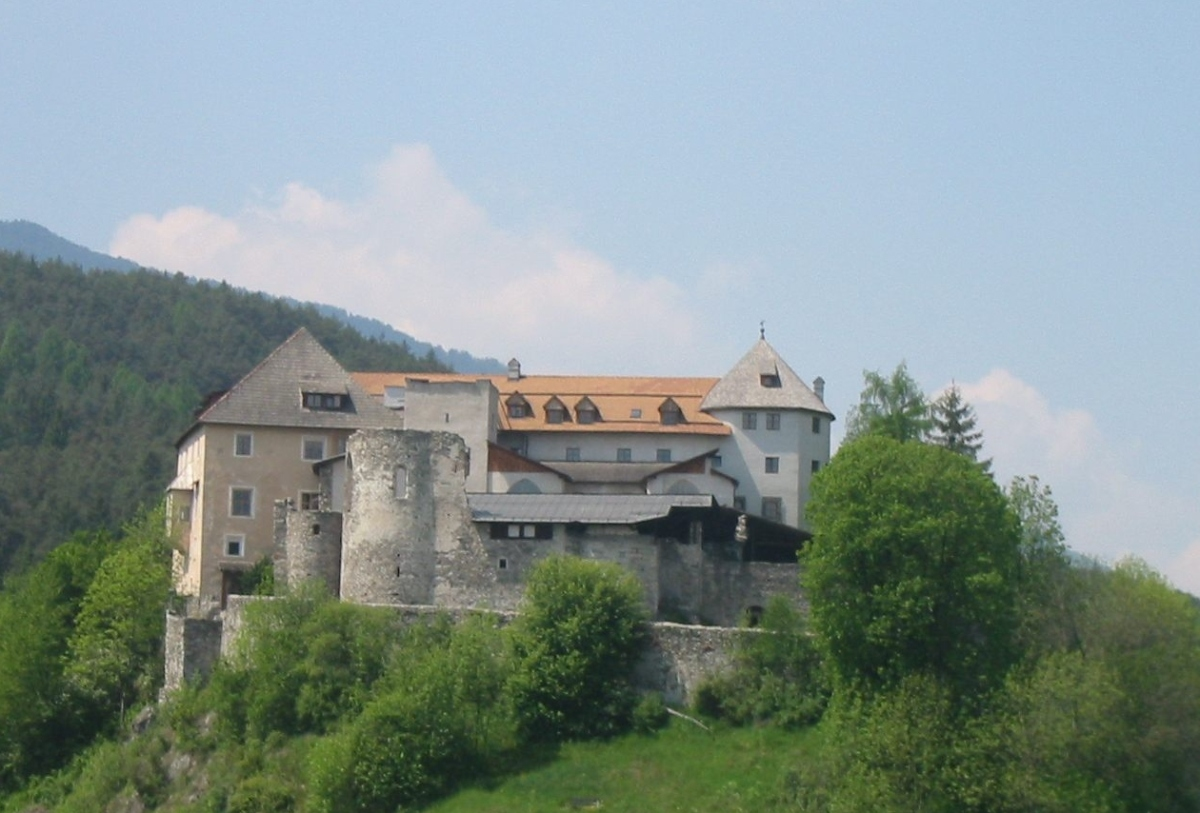
Castel Badia, sede del monastero di Sonnenburg

- Castel Flavon, menzionato per la prima volta in un documento del 1269, un inventario dei beni ereditari spettanti ai figli del defunto Aldrighetto di Flavon.[11] Tra il 1282/83 e il 1288 passò ai procuratori di Mainardo II di Tirolo, per poi pervenire a Volcmaro di Burgstall, capostipite della famiglia Spaur nel 1334.[12]
- Avvocazia sul monastero di Sonnenburg.
- Castel Flavon, presso Bolzano, il cui nome deriva dall'italianizzazione promossa da Ettore Tolomei del nome originario Castel Haselburg.